# Bematistes kivuana
Bematistes kivuana is een vlinder uit de familie van de Nymphalidae. De wetenschappelijke naam van de soort is voor het eerst voorgesteld als Planema epaea kivuana door Heinrich Ernst Karl Jordan in een publicatie uit 1910.

## Verspreiding
De soort komt voor in Congo-Kinshasa (Kivu), Rwanda en Burundi.